# Starorusskij rajon
Lo Starorusskij rajon (in russo Старорусский район?) è un rajon dell'Oblast' di Novgorod, nella Russia europea; il capoluogo è Staraja Russa. Istituito nel 1927, ricopre una superficie di 3.111,36 chilometri quadrati ed ospita una popolazione di circa 48.500 abitanti.